# Tatanka
Chris Chavis (8 de junio de 1961), conocido como Tatanka, es un luchador profesional estadounidense. Actualmente trabaja como embajador para la empresa WWE.

## Carrera
Chavis comenzó a competir en concursos de físico-culturismo en los cuales ganó muchos títulos.

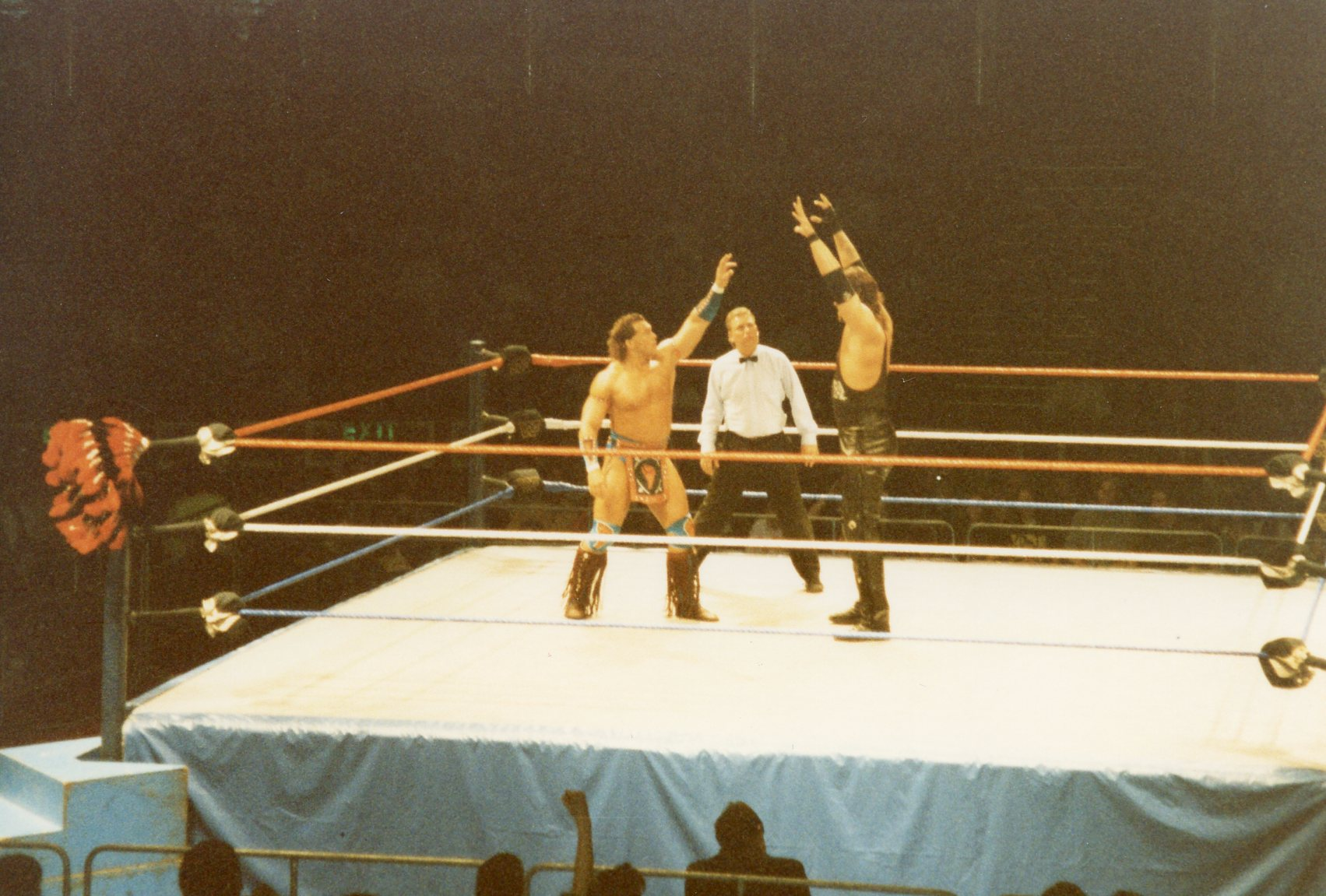
Tatanka en un evento de la WWF contra Diesel.

Chavis hizo su debut en la WWF a finales de 1991 y tomó el nombre de Tatanka poco después. 
En WrestleMania VIII, derrotó a Rick Martel. En SummerSlam, derrotó a The Berzerker en un Dark Match. En Survivor Series, derrotó a Rick Martel.
En Royal Rumble, participó en el Royal Rumble Match, entrando de número 19, sin embargo fue eliminado por Yokuzuna, durando 17 minutos y 34 segundos. En WrestleMania IX, se enfrentó a Shawn Michaels por el Campeonato Intercontinental de la WWF, a pesar de ganar el combate por conteo de 10 afuera del ring, no ganó el título. En King Of The Ring, se enfrentó a Lex Luger en los cuartos de final del Torneo King Of The Ring, sin embargo terminaron en empate por límite de tiempo, ocasionando que ninguno de los dos avancen a la siguiente ronda.
En Royal Rumble, derrotó a Bam Bam Bigelow y más tarde esa misma noche, participó en el Royal Rumble Match, entrando de número 21, eliminando a Mabel en conjunto con Greg Valentine, The Great Kabuki, Crush, Bam Bam Bigelow, Sparky Plugg & Shawn Michaels, también eliminó por su cuenta a Rick Martel, sin embargo fue eliminado por Bigelow, durando 20 minutos y 7 segundos. En SummerSlam, derrotó a Lex Luger. En Survivor Series, formó parte del equipo de The Million Dollar Team (King Kong Bundy, Bam Bam Bigelow, Jimmy Del Ray & Tom Prichard) (c/Ted DiBiase) derrotando a Guts & Glory (Lex Luger, Mabel, Adam Bomb, Billy Gunn & Bart Gunn) en un Traditional Eliminator Survivor Series Match, eliminando a Bart Gunn pero fue eliminado por Luger.
En Royal Rumble, junto a Bam Bam Bigelow se enfrentaron a 1-2-3 Kid & Bob Holly en la Final del Torneo por los vacantes Campeonatos Mundiales en Parejas de la WWF, sin embargo perdieron.

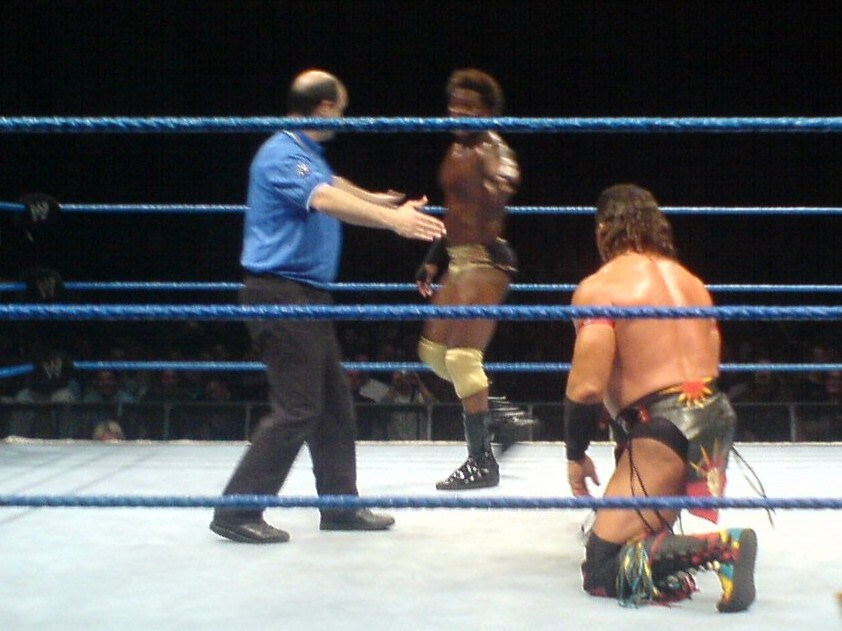
Tatanka peleando contra Orlando Jordan en Stuttgart en 2006.

En No Way Out, junto a Matt Hardy derrotaron a los Campeones en Parejas de la WWE MNM en un combate no titular. Días después en SmackDown, junto a Matt Hardy se enfrentaron a MNM por los Campeonatos Mundiales en Parejas, sin embargo perdieron. En el SmackDown emitido el 24 de marzo, participó en The Last Chance Money In The Bank Qualifying Battle Royal, eliminando a Kid Kash y a Paul Burchill, sin embargo fue eliminado por Jhonny Nitro.
Tatanka es una estrella de la lucha libre para, trabaja para todas las promociones en el Reino Unido y lucha como face. Compitió en el All Star y American Wrestling entre el 29 de agosto y el 31 de octubre de 2008 en la zona de El circo de la Torre de Blackpool.

### WWE (2016-presente)
En febrero de 2016 firmó un contrato de leyenda con WWE.
Hizo su primera aparición durante WrestleMania 32 en la batalla real en honor a Andre The Giant, dónde fue eliminado por el debutante Baron Corbin.

## Vida personal
Chavis es ahora cristiano. Está casado con su esposa Michelle, y juntos tienen dos hijas, Cristiana y Rea, y un hijo, José Tatanka Chavis.

## Campeonatos y logros
- American Wrestling Federation

- AWF United States Championship (1 vez)

- Deutsche Wrestling Allianz

- DWA Heavyweight Championship (1 vez)

- i-Generation Wrestling

- i-Generation International Heavyweight Championship (2 veces)

- North American Wrestling Association

- NAWA Heavyweight Championship (1 vez)

- South Atlantic Pro Wrestling

- SAPW Heavyweight Championship (1 vez)

- Stampede Wrestling

- Stampede North American Heavyweight Championship (1 vez)

- United States Wrestling Association

- USWA Unified World Heavyweight Championship (1 vez)

- Pro Wrestling Illustrated

- Situado en el N.º 279 en los PWI 500 del 2003

- International Wrestling Superstars

- Luchador del año en 2003

- Circuito independiente

- ASW Tag Team Championship (1 vez) - con Joe Gómez
- CWA Heavyweight Championship (1 vez)
- IWA World Heavyweight Championship (1 vez)
- TRCW Heavyweight Championship (1 vez)
- UCW Heavyweight Championship (1 vez)